# Судья Дредд 3D
«Судья Дредд 3D» (англ. Dredd) — британский супергеройский фильм режиссёра Пита Трэвиса по сценарию Алекса Гарленда в формате 3D, в главных ролях Карл Урбан и Оливия Тирлби. Экранизация одноимённой серии комиксов. В декабре 2008 года было объявлено, что производством фильма будет заниматься DNA Films и что он не будет связан с киноверсией 1995 года. Премьера состоялась на кинофестивале в Торонто 6 сентября 2012 года. В США фильм в широкий прокат вышел 11 июля 2012 года, в Великобритании — 7 сентября, в России — 20 сентября.

## Сюжет
В будущем после атомной войны территория США представляет собой облученные радиацией пустоши, известные как Проклятая Земля. На восточном побережье находится растянувшийся от Бостона до Вашингтона Мега-Сити Один, мегаполис с 800 миллионами жителей, где ежедневно происходит 17 000 преступлений. Единственной силой правосудия теперь являются судьи, элитные полицейские, которые совмещают в одном лице все должности — прокуроров, присяжных и палачей. Главный судья поручил судье Дредду оценить нового рекрута Кассандру Андерсон, которая провалила тесты, несмотря на мощные экстрасенсорные способности.
В 200-этажной жилой башне Peach Trees наркобарон Маделин Мадригал, также известная как «Ма-ма», заживо освежёвывает трёх наркоторговцев, которым был дан наркотик «Рапид» (en. Slo-Mo) (его приём замедляет восприятие времени до 1 % от нормы, усиливая все чувства и эйфорию). Затем их бросают в атриум с верхнего этажа. Для расследования преступления прибывают Дредд и Андерсон. Они узнают о существовании в жилом комплексе наркопритона, проведав который, находят бандита Кея. Согласно чутью Андерсон, он пытал наркоторговцев, и Дредд решает доставить его на допрос в участок. В ответ люди Мадригал захватывают помещение контроля безопасности в башне и герметизируют здание с помощью шлюзовых щитов под предлогом проверки безопасности, лишив судей возможности уйти или позвать подмогу.
Ма-ма обещает награду за убийство судей, которым приходится пробивать свой путь через десятки головорезов клана. Прибыв на 76-й этаж, они оказываются под огнём трёх крупнокалиберных пулемётов GAU-19, из-за которого гибнет много мирных жителей. Судьям удаётся выбраться наружу и вызвать подкрепление, так как пули пробили дыру в наружной стене. Маделин отправляет своего подручного Калеба на поиски судей, при встрече Дредд бросает его с башни на глазах преступницы.
Дредд понимает, что все действия Мадригал объясняются нежеланием дать судьям доступ к информации от Кея. Прочтя мысли бандита, Андерсон узнаёт, что Peach Trees является основным местом производства и распространения «Рапида». Кассандра предлагает спрятаться в комплексе и дождаться помощи, но Дредд решает двигаться на верхние этажи для преследования Маделин. На сигнал Дредда отзываются судьи Волт и Гатри, но компьютерному эксперту клана Фрилу удаётся убедить их, что здание изолировано из-за сбоя системы безопасности. На Дредда и Андерсон нападают два подростка, что позволяет Кею разоружить Андерсон и сбежать с ней на базу клана.
Пока Дредд пробирается на верхние этажи, Мадригал звонит коррумпированным судьям Лексу, Каплан, Чану и Альваресу. Они сменяют Волта и Гатри на дежурстве, после чего проходят в жилое здание. Дредд встречает Чана и удивляется, почему тот не спрашивает о судьбе Андерсон. Поняв, что его раскрыли, Чан нападет на судью, но погибает. Кей пытается убить Андерсон её собственным оружием, но сканер ДНК пистолета не опознаёт его отпечатки и взрывается, оторвав ему руку. Рекрут сбегает и позже встречает судью Каплан, ознакомившись с мыслями которой, убивает её. В то же время Дредд убивает судью Альвареса, на которого потратил последние патроны, после чего получает ранение в живот от судьи Лекса. От верной смерти Дредда спасает медлительность Лекса и прибытие Кассандры, убившей предателя.
Андерсон и Дредд с помощью кода проникают в квартиру Фрила, где укрывается Мадригал. Она угрожает Дредду, что в случае гибели устройство на её запястье активирует взрывчатку на верхних этажах, что полностью разрушит здание. Дредд заставляет преступницу принять «Рапид» и бросает её вниз в атриум, откуда сигнал не достигнет детонатора.
Впоследствии, Андерсон считает, что провалила испытание, позволив себя разоружить. Главный судья спрашивает Дредда об Андерсон, тот отвечает, что она прошла испытание. В финальных кадрах Кассандра Андерсон выходит из Дворца правосудия, с шлемом в руках и при оружии она направляется к судейскому байку.

## В ролях
| Актёр          | Роль                       |
| -------------- | -------------------------- |
| Карл Урбан     | судья Джозеф Дредд         |
| Оливия Тирлби  | курсант Кассандра Андерсон |
| Лина Хиди      | Мадлен «Ма-Ма» Мадригал    |
| Вуд Харрис     | Кей                        |
| Лэнгли Кирквуд | судья Лекс                 |
| Уоррик Грайр   | правая рука Ма-Ма Калеб    |
| Донал Глисон   | Технарь клана              |
| ДеОбия Опарей  | парамедик Ти Джей          |
| Рэки Айола     | Главный Судья              |
| Эдвин Перри    | судья Альварез             |
| Карл Танинг    | судья Чан                  |
| Мишель Левин   | судья Каплан               |
| Фрэнсис Чалер  | судья Гатри                |
| Дэниэл Хадебе  | судья Волт                 |
| Джейсон Коуп   | Звинер                     |
| Хосе Ваз       | Большой Джо                |
| Скотт Спэрроу  | Джафет                     |
| Николь Бэйли   | Кэти                       |
| Джуниор Синго  | Эймос                      |
| Люк Тайлер     | Фрил                       |

## Производство
"... то, что делает Джон [Вагнер] [в комиксе], - это заставляет Дредда развиваться, как движется ледник: вы смотрите год спустя, и что-то действительно изменилось! Я пытался быть верным этому»"
О разработке фильма было объявлено 20 декабря 2008 года, хотя писатель Алекс Гарленд начал работу над сценарием в 2006 году. Британская студия DNA Films продюсировала фильм и в партнерстве с агентством по продажам IM Global продавала права на кинопоказ по всему миру:66. Гарленд начал писать «Судью Дредда», когда фильм «Пекло» отправили на монтажный стол. Первый вариант сценария был закончен во время съёмок хоррора «28 недель спустя», в котором Гарленд работал исполнительным продюсером. Изначально в сценарии фигурировал один из главных врагов Дредда Судья Смерть, но в итоге персонаж был вычеркнут.
В рамках партнёрства в мае 2010 года IM Global и её владелец Reliance Big Pictures согласились софинансировать 3D-проект с производственным бюджетом в 45 миллионов долларов и графиком начала съемок в Йоханнесбурге, Южная Африка, в конце 2010 года. Пит Трэвис был назначен режиссёром фильма, а Гарланд, Эндрю Макдональд и Аллон Райх должны были его продюсировать. Дункану Джонсу ранее предлагали роль режиссёра, в интервью 2010 года он сообщил о нетрадиционном видении им фильма, который был бы странным, мрачным и забавным, и вдобавок не очень хорошо сочетавшимся со сценарием Гарланда. В сентябре 2010 года сообщалось, что фильм будет называться «Дредд».
В июле 2010 года во время San Diego Comic-Con International Урбан подтвердил, что ему предложили сыграть Судья Дредда, 18 августа сообщалось, что он официально получил роль. В сентябре 2010 года было объявлено, что Тирлби сыграет новичка-телепата Кассандру Андерсон. В том же месяце во время Toronto International Film Festival, предварительные продажи фильма по всему миру для дистрибьюторов на 90 % кинотеатральных рынков составили 30 млн долларов, из которых 7 млн пришлись на британскую Entertainment Film Distributors. 2 ноября 2010 года Lions Gate Entertainment получила права на показ картины в Северной Америке.
Подготовка к съемкам началась 23 августа 2010 года на киностудии Cape Town Film Studios в Кейптауне, Южная Африка. Съёмки проводились на территории ЮАР около 14 недель:66. Картина снималась в стереоформате на камеры Red One MX и Silicon Imaging SI-2K с использованием стереоплатформы. Сцены с замедленным действием снимали на высокоскоростной Phantom Flex:67. Йоханнесбург выступил в роли мегаполиса Мега-Сити-1, небоскрёбы которого были отрисованы на компьютере. Интерьеры снимались в павильоне киностудии в Кейптауне:67. Хиди присоединился к актёрскому составу в роли наркоторговца Ма-Ма в январе 2011 года. Создатель Судьи Дредда Джон Вагнер выступил консультантом. В 2012 году он подтвердил, что это будет новая адаптация комиксов, а не ремейк одноимённого фильма 1995 года со Сильвестором Сталлоне. Карл Урбан также заявил MTV News, что интонационно эти фильмы совершенно разные, а версия с его участием намного лучше (герои настоящие, одетые в кожу, мотоциклетные костюмы, бронежилеты, а удары жёсткие и суровые). Когда журналисты спросили, беспокоится ли он о том, что Сталлоне скажет о перезагрузке исходного материала, Урбан ответил: «Мне плевать, что он думает».

## Саундтрек
Пол Леонард-Морган написал музыку к фильму в стиле индастриал. Первоначальная аранжировка звучала, по мнению автора, слишком чисто, и он решил сделать её сугубо электронной. В титрах фильма использовалась песня Mob Rule группы The Samans.
| №   | Название                      | Длительность |
| --- | ----------------------------- | ------------ |
| 1.  | «She's a Pass»                | 3:16         |
| 2.  | «Mega City One»               | 3:13         |
| 3.  | «The Plan»                    | 2:37         |
| 4.  | «The Rise Of Ma-Ma»           | 1:55         |
| 5.  | «Anderson's Theme»            | 2:37         |
| 6.  | «Lockdown»                    | 2:46         |
| 7.  | «Cornered»                    | 2:17         |
| 8.  | «Kay Escapes»                 | 3:17         |
| 9.  | «Mini-Guns»                   | 2:02         |
| 10. | «Undefined Space»             | 1:17         |
| 11. | «Bad Judges»                  | 2:03         |
| 12. | «Judgment Time»               | 1:52         |
| 13. | «Hiding Out»                  | 2:23         |
| 14. | «Order in the Chaos»          | 1:16         |
| 15. | «Slo-Mo»                      | 1:27         |
| 16. | «Taking Over Peach Trees»     | 1:27         |
| 17. | «It's All A Deep End»         | 2:20         |
| 18. | «Judge, Jury and Executioner» | 2:18         |
| 19. | «Any Last Requests»           | 3:25         |
| 20. | «You Look Ready»              | 1:38         |
| 21. | «Ma-Ma's Requiem»             | 3:37         |
| 22. | «Apocalyptic Wasteland»       | 2:24         |

## Прокат

### Выход в прокат
Премьера состоялась 11 июля 2012 года на фестивале Комик-Кон. Также показ фильма прошёл на кинофестивале в Торонто 6 сентября 2012 года. В США фильм в широкий прокат вышел 21 сентября 2012 года, в Великобритании — 7 сентября, в России — 20 сентября.

### Кассовые сборы
В Великобритании в 415 кинотеатрах фильм собрал 5,05 млн £ (8,1 млн $) за первый уик-энд. Всего фильм собрал в прокате 41 млн долларов, не покрыв при этом затраты на производство.

### Критика
Рейтинг на сайте Rotten Tomatoes составляет 80 % на основании 168 рецензий, из которых 135 — положительные, а оставшиеся 33 — отрицательные. Зрительский рейтинг составил 72 %. По данным агрегатора Metacritic, средняя оценка картины составила 60 баллов из 100 на основании 30 отзывов.
Создатель серии комиксов Джон Вагнер, раскритиковавший адаптацию 1995 года, положительно отозвался о фильме, отметив, что эта экранизация гораздо ближе к оригинальному комиксу.
По мнению Screen Rant, фильм со скромным производственным бюджетом не слишком углублялся в политические аспекты вымышленного мира, но демонстрировал верность персонажу. Нет одной очевидной причины неэффективности «Дредда», скорее, он столкнулся со множеством проблем. Возможно, ему навредила ассоциация с фильмом 1995 года, а также неудачное время выпуска — всего через несколько месяцев после «Рейда», где рассматривалась похожая тема. Карл Урбан сказал, что «Дредд» провалился в маркетинге: «…Никто не знал, что его выпускают». Зрительский интерес проявился, когда фильм вышел на DVD и за первую неделю только в Северной Америке было продано 750 тысяч копий. В Великобритании, где у героя самое большое число фанатов, «Дредд» был выпущен только в формате 3D, что отпугнуло некоторых людей и ограничило количество кинотеатров. Несмотря на это, франшиза оказалась жизнеспособной. Недооценённый городской боевик вошёл в топ-10 Netflix более чем через десять лет после выхода. Голливуд не готов отказаться от интеллектуальной собственности. Телевидение предоставляет необходимые возможности для продолжения вселенной Судьи Дредда, поскольку бюджеты сериалов резко возросли и существуют проекты, не соответствующие шаблонам Marvel или DC. Хорошо продаваемый и правильный сериал может принести франшизе успех, которого она заслуживает.

### Издания
Фильм вышел на DVD, Blu-ray и стал доступен для цифрового распространения 8 января 2013 года. Издание на Blu-ray включает 3D и 2D версии фильма, анимированный комикс и 7 дополнительных видео по созданию фильма. В 2017 году «Дредд» был выпущен Lionsgate Films на 4K Ultra HD Blu-ray (2160p получено при помощи апскейлинга) в формате 2,40:1 (оригинальный 2,39:1) и со звуком Dolby Atmos, Dolby TrueHD 7.1 и Dolby Digital 2.0.

## Будущее
На London Film and Comic Con в июле 2012 года Гарленд заявил, что сборы фильма на территории Северной Америки в сумме более 50 миллионов долларов дал шанс на возможные продолжения и что у авторов есть планы на создание трилогии фильмов. Второй фильм будет посвящен происхождению Дредда и Мегагорода Один, а третий должен показать врагов Дредда, судью Смерть и его Тёмных судей. В августе 2012 года Гарленд заявил, что телесериал судьи Дредда станет позитивным шагом в будущем для этого сериала. В сентябре 2012 года Гарланд сказал, что он изучит сюжетные линии «Истоки» и «Демократия», представляющий персонажей судей Кэла и Чоппера и будет придерживаться концепции, согласно которой судья Дредд — фашист. В том же месяце Макдональд сказал, что другие фильмы будут сниматься в сотрудничестве с IM Global и, вероятно, будут сниматься в Южной Африке.
В марте 2013 года исполнительный продюсер Ади Шанкар сказал, что продолжение маловероятно. Однако в мае 2013 года Урбан заявил, что продолжение всё же возможно, отметив, что фильм нашел аудиторию, а реакция фанатов может воскресить проект. Поклонники «Дредда» на Facebook запустили петицию, призывающую к продолжению. В июле 2013 года «2000 AD» одобрило петицию фанатов, поддержав кампанию, напечатав рекламные объявления в своих публикациях, и к сентябрю 2013 года она собрала более 80 000 подписей. В апреле 2013 года «2000 AD» выпустил изображение, пародирующее продолжение фильма в форме комиксов, дата выхода которого намечена на сентябрь 2013 года. Комикс под названием «Dredd: Underbelly» был доступен в магазине, названном в честь судьи Дредда 340 номер комикса, который был выпущен 18 сентября 2013 года. В октябре 2014 года Шанкар объявил о выпуске неофициального дополнительного онлайн-сериала по мотивам «Темных судей», который выйдет в конце того же месяца. Анимационный мини-сериал назывался «Судья Дредд: Суперзлодей», и все шесть его серий были выпущены 27 октября 2014 года на YouTube. В марте 2015 года Гарленд заявил, что прямого продолжения, скорее всего, не будет в ближайшем будущем, по крайней мере, с командой, задействованной в оригинальном фильме.
В 2016 году Урбан сказал, что «ведутся разговоры» о продолжении «Дредда» на потоковых сервисах Netflix или Amazon Prime. В мае 2017 года телесериал под названием «Судья Дредд: Мега-Сити один» был объявлен в разработке IM Global Television и Rebellion. В августе 2017 года Урбан заявил, что обсуждает возможность сыграть в сериале. В 2025 году стало известно, что новый фильм про Судью Дредда снимет Тайка Вайтити, сюжет может быть больше вдохновлён комиксами, чем предыдущими экранизациями, сосредотачиваясь на построении мира и чёрном юморе.